# جون ديفيد مارتن
جون ديفيد مارتن (بالإنجليزية: J. D. Martin)‏ هو القافز بالزانة أمريكي، ولد في 19 مارس 1939 في إريك في الولايات المتحدة.